# Trude Guermonprez
Trude Guermonprez, geboren als Gertrud Jalowetz (Danzig, 9 november 1910 - San Francisco, 8 mei 1976) was een Duits-Amerikaanse textielkunstenares.

## Leven en werk

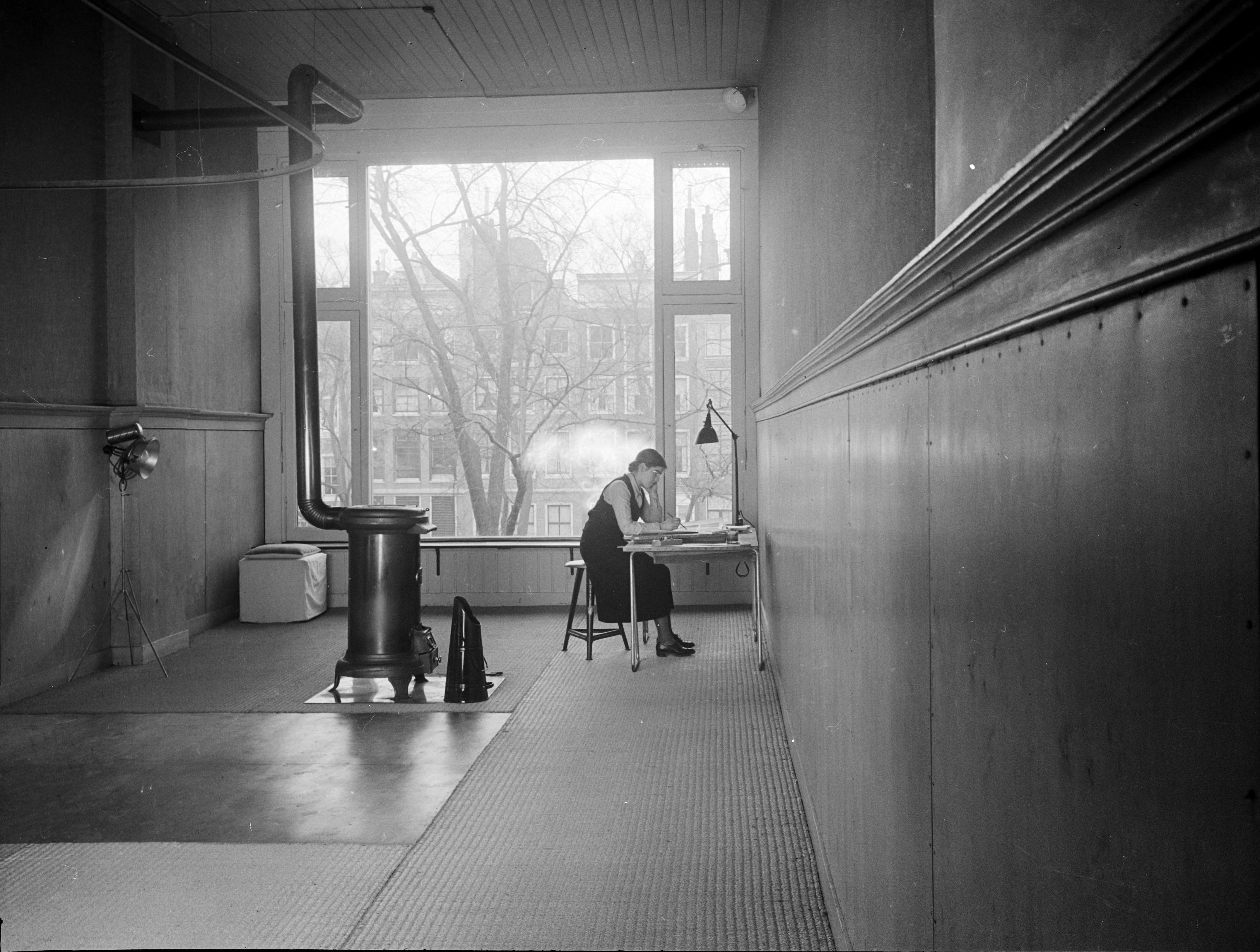
Trude Guermonprez in het atelier van Co-op 2, het reclamebureau van Paul Guermonprez, aan de Keizersgracht in Amsterdam (1937)

Gertrud Jalowetz was de dochter van de Oostenrijkse dirigent Heinrich Jalowetz en zanglerares Johanna Groag. Tussen 1930 en 1932 bezocht ze kunstopleidingen in Keulen en Halle (Saale). Na de machtsovername door Hitler in 1933 emigreerde ze naar Nederland, waar ze in Voorschoten bij onderneming Het Paapje (aan de Papelaan) werkte in een atelier voor handgeweven stoffen en tapijten van Hans Polak. Trude maakte daar onder meer twee tapijten voor de Hoge Raad, waarin weegschalen afgebeeld werden, en een groot rood tapijt voor de lounge van de Nieuw Amsterdam van de Holland-Amerika Lijn. Trude trouwde met de fotograaf Paul Guermonprez, die een rol speelde in het Nederlands verzet, in de leiding zat van de Raad van Verzet en in juni 1944 gefusilleerd werd door de Duitsers.

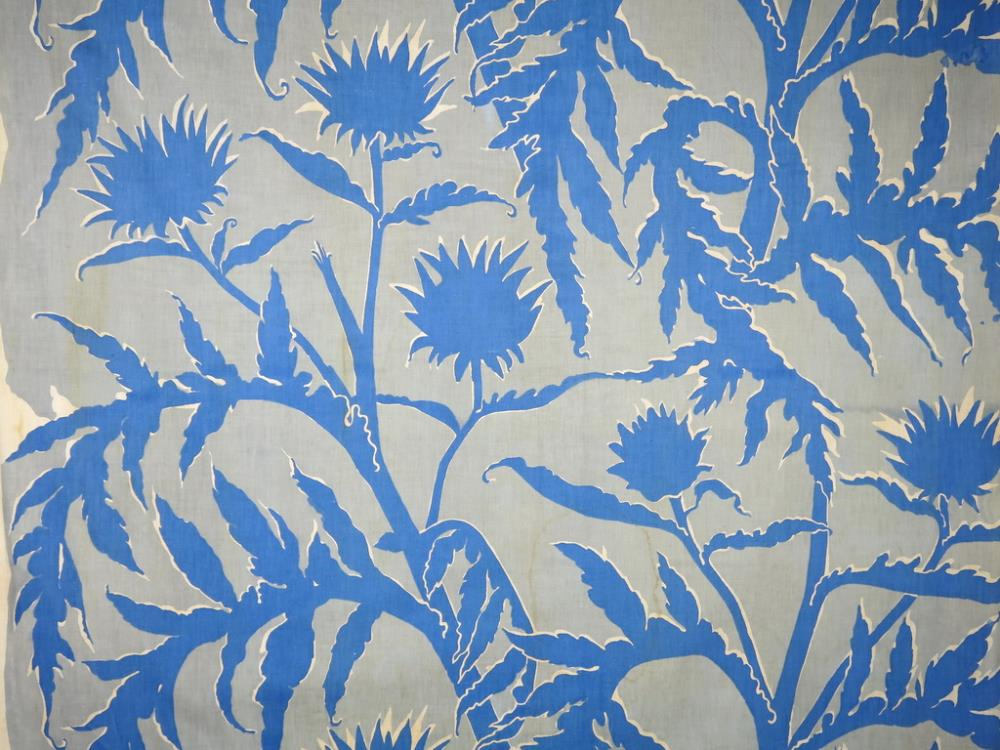
Artisjokken (ontwerp door Trude Guermonprez)

Na de oorlog werkte Trude Guermonprez onder meer als adviseur van Weverij de Ploeg in Bergeijk. In 1947 emigreerde ze naar de Verenigde Staten, waar ze doceerde aan het Black Mountain College. Ze trouwde met John Elsesser en verhuisde met hem naar San Francisco. Daar doceerde ze vanaf 1954 aan het California College of Arts and Crafts. In 1970 kreeg ze de Craftsmanship Medal van het American Institute of Architects. Trude Guermonprez maakte ontwerpen voor textielproducenten in Californië en New York, maar ook voor privé-personen, architecten en synagoges. 
Na een kort ziekbed overleed Trude Guermonprez op 8 mei 1976 in het Mount Zion Hospital in San Francisco. In 1982 wijdde het Oakland Museum in Californië een tentoonstelling aan haar werk onder de titel The Tapestries of Trude Guermonprez.
Werk van Guermonprez is te vinden in minstens vier Nederlandse musea: in Museum Boijmans Van Beuningen, in het TextielMuseum (Tilburg), in het Voorschotens Museum en in het Kunstmuseum Den Haag.

## Publicaties
- Sigrid Wortmann Weltge: Bauhaus-Textilien: Kunst und Künstlerinnen der Webwerkstatt.. Stemmle, Schaffhausen, 1993. ISBN 3-905514-09-5
- Albrecht Pohlmann: Modell, Künstlerin und ‘wahre Eva’. Das abenteuerliche Leben der Trude Guermonprez. Stekovics, Halle an der Saale, 2003. ISBN 978-3-89923-051-2